# Марио Хас
Марио Хас (Грац, 16. септембар 1974) бивши је аустријски фудбалер.

## Каријера
Током каријере је играо за Штурм, Стразбур и JEF United Chiba.

## Репрезентација
За репрезентацију Аустрије дебитовао је 1996. године. Наступао је на Светском првенству (1998) с аустријском селекцијом. За тај тим је одиграо 43 утакмице и постигао 7 голова.

## Статистика
| Аустрија | Аустрија | Аустрија |
| Година   | Наступи  | Голови   |
| -------- | -------- | -------- |
| 1996.    | 1        | 0        |
| 1997.    | 0        | 0        |
| 1998.    | 10       | 2        |
| 1999.    | 4        | 0        |
| 2000.    | 1        | 0        |
| 2001.    | 7        | 0        |
| 2002.    | 0        | 0        |
| 2003.    | 8        | 4        |
| 2004.    | 6        | 1        |
| 2005.    | 3        | 0        |
| 2006.    | 0        | 0        |
| 2007.    | 3        | 0        |
| Укупно   | 43       | 7        |